# マルセロ・アギーレ
マルセロ・アギーレ（Marcelo Aguirre、1993年1月21日 – ）は、パラグアイのアスンシオン出身の卓球選手。

## 略歴
2007年にはチリ・ジュニアオープンで優勝しており、2008年にはパラグアイ選手団の中で最も若い選手として15歳ながら北京オリンピックに出場、しかし男子シングルスの予選ラウンドで北朝鮮のジャン・ソンマンにストレートで敗れた。
2011年のラテンアメリカ卓球選手権大会で決勝に進出したが、ブラジルのグスターボ・ツボイに0-4とストレートで敗れて準優勝となった。
2012年、ロンドンオリンピックに出場するが初戦で敗退する。